# 廣州市第七十一中學
廣州市第七十一中學為廣州市一所中學，創辦於1956年，位於白雲區人和鎮。

## 榮譽
- 廣州市示範性普通高中
- 廣東省一級學校
- 廣東省普通高中教學水平評估優秀學校
- 廣東省綠色學校
- 廣州市安全文明校園
- 廣州市交通安全先進單位
- 白雲區德育示範學校